# Венедиктов, Александр Иванович
Александр Иванович Венедиктов (24 сентября 1896, Москва — 25 мая 1970, Москва) — русский советский поэт, писатель, драматург, переводчик, историк архитектуры, искусствовед, очеркист, педагог.

## Биография
Александр Венедиктов родился в Москве 24 сентября 1896 года в семье служащего типографии И. Д. Сытина Ивана Васильевича Венедиктова. В подростковом возрасте жил в посёлке Парахино близ станции Окуловка Новгородской области. После окончания Михайловского реального училища в 1914 году поступил на историко-филологический факультет Московского университета. Примерно в это же время написал ряд ранних стихотворений. Переехав вместе с родителями в Сибирь, перевёлся в Томский университет. Весной 1916 года был призван на военную службу и зачислен младшим офицером в 18 Сибирский стрелковый полк. Служил в переводчиком в томском лагере для военнопленных австрийцев и помощником заведующего лагерем.
После Октябрьской революции состоял переводчиком при председателе Сибирской областной думы И. А. Якушеве. Осенью 1918 года стал офицером для особых поручений — личным секретарём председателя колчаковского Совета министров П. В. Вологодского. На этой должности представлял Управление делами Совета министров «по художественным вопросам». Одновременно публиковал в периодической печати статьи об искусстве и стихотворения. В ноябре 1919 года вместе с аппаратом колчаковского правительства был эвакуирован в Иркутск. После отставки П. В. Вологодского, последовавшей 22 ноября, стал секретарём министра финансов П. А. Бурышкина.
В январе 1920 года колчаковское правительство прекратило своё существование, а Александр Венедиктов вскоре был арестован. Содержался в Иркутской губернской тюрьме, затем был этапирован в Омскую губЧК, но вскоре был освобождён под подписку о невыезде. После освобождения до 1921 года жил в Иркутске, где состоял в литературном объединении «Барка поэтов».
Из Сибири Александр Венедиктов переехал в Москву. В 1923 году окончил в Московском университете факультет общественных наук по истории искусств. До 1925 года работал банковским конторщиком. Писал стихи и поэмы. В 1925—1926 годах жил в Ленинграде, где служил библиографом во Всесоюзном институте прикладной ботаники и новых культур, затем вернулся в Москву.
В 1927 году Александр Венедиктов был арестован за участие в нелегальной антисоветской литературной организации и помещён в Бутырскую тюрьму. У него были изъяты рукописные очерки «Царскосельские ночи» и рукописный сборник стихов «Стихи из Сибирской Вандеи». Через некоторое время был освобождён под подписку о невыезде, которая была аннулирована только в 1931 году.
В конце 1920-х годов Александр Венедиктов служил коммерческим корреспондентом и преподавателем бухгалтерии на счетоводных «Курсах, учреждённых А. А. Паршиным». Позднее, до 1933 года преподал в Институте им. Плеханова и Институте внешней торговли. Одновременно написал «повесть для детей старшего возраста» и популярные очерки об альпинистах. Пробовал себя в качестве детского драматурга. В 1936 году на сцене Московского областного театра юного зрителя был поставлен спектакль по его пьесе «Суровые дни», действие которой происходит в Приморье осенью 1922 года.
С начала 1930-х годов основным направлением деятельности Александра Венедиктова становится научная работа. Он работал в Академии архитектуры СССР, позднее — в издательствах и в Институте истории и теории архитектуры. Член Союза архитекторов СССР с 1940 года. Читал лекции в Московском архитектурном институте и в аспирантуре Академии архитектуры СССР. Написал биографический очерк к «Десяти книгам Альберти» (1937), вступительную главу к гравюрам из увражей Летаруи, статьи в Большой советской энциклопедии о Брунеллески, Борромини, Палладио и других архитекторах. Выполнил перевод трактата А. Поццо «Перспектива живописцев и архитекторов…» (1936).
После Великой Отечественной войны занимался изучением искусства Итальянского Возрождения и истории архитектуры. В 1947 году получил степень кандидата архитектуры. Доктор искусствоведения с 1969 года. Работал заведующим отделом Музея русской архитектуры имени Щусева, старшим научным сотрудником Института истории искусств АН СССР, старшим научным сотрудником АН СССР.
Написал перевод и комментарий к книге Вазари «Жизнеописания наиболее знаменитых живописцев, ваятелей и зодчих» (1966). В 1963—1966 годах написал три главы перевода книги А. Уиттика «Европейская архитектура XX века».
Умер 25 мая 1970 года. Похоронен на Новодевичьем кладбище (участок 4, ряд 48).

## Семья
- Первая жена — Надежда Ивановна Венедиктова (урождённая — Сизова; 1898—1943) — артистка Большого театра, дочь антропософа Михаила Ивановича Сизова[2].
  - Дочь — Наталья Александровна Венедиктова (в замужестве —  Броновицкая) — пианистка[2].
- Вторая жена — Елена Григорьевна Попова-Венедиктова — архитектор[2].